# 西班牙反紧缩运动
西班牙反紧缩运动，又称15-M运动（西班牙語：Movimiento 15-M），愤怒运动。起源于Democracia Real Ya、Juventud Sin Futuro等社交网络。
据西班牙公共广播公司RTVE称，有600万-850万西班牙人参加了这些活动。